# Joaquin Garcia Monge
Joaquín García Monge (20 janvier 1881 - 31 octobre 1958) est un écrivain et homme politique costaricien. Il fut également directeur de la Bibliothèque nationale du Costa Rica pendant 16 ans.

## Biographie
Il est né dans le canton de Desamparados dans la province de San José au Costa Rica.
Son roman El Moto, paru en 1900, est considéré comme le texte fondateur de la littérature costaricaine.
En 1919, il est nommé ministre de l'éducation.
De 1919 à sa mort, il dirige Repertorio Americano ("Répertoire américain"), une revue littéraire qu'il a créée.
Il a reçu plusieurs distinctions prestigieuses dans son pays, notamment le Benemérito De la Patria, et à l'étranger, dont l'ordre de l'Aigle aztèque du gouvernement du Mexique et l'ordre du Soleil du gouvernement du Pérou.

## Œuvres

### Romans
- El moto (1900)
- Las hijas del campo (1900)
- Abnegación (1902)

### Recueils de nouvelles
- Ariel (1905–1916)
- La mala sombra y otros sucesos (1917)
- Una extraña visita

### Autres publications
- Gabriela Mistral y Joaquín García Monge : una correspondencia inédita (1989), publication posthume de la correspondance entre Garcia Monge et Gabriela Mistral
- Papeles olvidados : polémicas, discursos, escritos oficiales (2012), publication posthume de divers textes politiques et officiels